# Die Brücke (Iain Banks)
Die Brücke ist ein phantastischer Roman des schottischen Schriftstellers Iain Banks und erschien erstmals 1986 unter dem englischen Titel The Bridge. Die deutsche Erstausgabe wurde 1993 bei Heyne, München, herausgegeben. Übersetzt hat den Text Rosemarie Hundertmark.

## Formale Struktur
Die Brücke umfasst 310 Seiten, die sich in die beiden großen Kapitel Metamorphose und Metamorpheus gliedern. Die zwei Kapitel sind zunächst numerisch von eins bis vier und danach in sechs verschiedene Erdzeitalter benennende Unterkapitel unterteilt. Gerahmt werden die beiden Abschnitte vom einleitenden Koma und der abschließenden Coda.

## Themen
Die Brücke handelt von der unkonventionellen Liebes- respektive Dreiecksbeziehung zwischen dem Ingenieur Alex, der Slawistin Andrea und deren Pariser Liebhaber Gustave. Eine soziale Aufstiegskarriere im Schottland der 1970er Jahre wird beschrieben, zu Hochzeiten des Kalten Krieges und der Thatcher-Ära, die das brutale Aufeinanderprallen von Hippieträumen und politischen Realitäten versinnbildlicht. Fragen von Identitätsfindung und Persönlichkeitsbildung werden innerhalb der Problematik eines Komapatienten besprochen. Nicht zuletzt geht es um Traumkonstrukte und Allmachtsphantasien und natürlich um Brücken, als praktische und symbolische Verbindung zwischen zwei Punkten.

## Handlung
Die Brücke wird aus der Perspektive dreier Protagonisten erzählt – John Orr, Alex und ein namenloser Barbarenkrieger. Die drei repräsentieren jeweils verschiedene Aspekte des im Koma liegenden Nichterzählers, sind also letztlich eine Person.
Im Roman sind die drei Perspektiven vielfach verschränkt. Hier werden sie weitgehend linear wiedergegeben.
Alex ist eine realistische Person, deren Lebensgeschichte ebenso erzählt wird. Er wurde in Glasgow geboren, studierte Geologie und Ingenieurwissenschaft an der Universität von Edinburgh, verliebt sich in Andrea Cramond und lebt mit ihr dauerhaft in einer offenen Beziehung. Während Andrea aus einer wohlhabenden Mittelklassefamilie stammt schämt sich Alex manchmal seiner Herkunft aus der Arbeiterklasse, was aber letzten Endes seinen Ehrgeiz befördert. Er steigt zum Mitinhaber eines prosperierenden Ingenieurbüros auf, leidet aber unter den politischen Verhältnissen des Kalten Krieges und der Thatcher-Ära. Dass Gustave, der französische Liebhaber von Andrea, an MS erkrankt und sie immer mehr Zeit in Paris verbringt, macht  sein Leben nicht unbedingt leichter. Nach einem sentimentalen Alkohol und Cannabis geschwängerten Treffen mit einem alten Freund in Fife fährt Alex, wider besseres Wissen, mit dem Auto nach Hause.
Auf der Fahrt, beim Überqueren der Forth Road Bridge,  überkommt ihn plötzlich, wie eine Vision, die Schönheit und  Stärke der benachbarten Forth Railway Bridge. Er verliert die Kontrolle über das Auto und kracht, fast ungebremst, in einen auf dem Seitenstreifen geparkten Wagen. Im Krankenhaus fällt er in ein Koma und resümiert dort sein bisheriges Leben.
John Orr erwacht, ohne Erinnerungen, auf einer imaginären  Brücke, die im Gegensatz zu ihrem realen Vorbild ohne Anfang und Ende zu sein scheint und zudem mit ganzen Völkerscharen besiedelt ist. Laut Aussage von Dr. Joyce, seinem behandelnden Arzt, wurde er halb ertrunken am Fuße eines Brückenpfeilers aus dem Wasser gefischt. Die Gesellschaft auf der Brücke ist eine Klassengesellschaft. So lange John Orr bei seinem prominenten Arzt in Behandlung ist, gehört er zum privilegierten Teil der Gesellschaft und lebt ein luxuriöses, bequemes Leben. Als er sich dem Versuch widersetzt, seine Amnesie mit Hilfe von Hypnose zu kurieren, fällt er in Ungnade und wird in die proletarische Unterwelt der Brücke verbannt. John Orrs Leben stürzt zunehmend ins Chaos. Nachdem er bei einem schweren Zugunglück den Sanitätern beisteht, schläft er im Hospitalzug ein und fährt mit bis ans Ende der Brücke und weit darüber hinaus. Er landet auf dem Festland in einem vom Krieg verwüsteten Landstrich, wird schließlich selbst rekrutiert und kommt erneut auf einen Zug, wo er als Ordonnanz irgendeiner Militärführung Dienst tut. Das Ende seiner Reise führt ihn wieder an den Anfang der Brücke, die allerdings weitgehend zerstört zu sein scheint. John Orr steht vor der Entscheidung aufzuwachen bzw. sich zu erinnern oder sich endgültig im Phantastischen zu verlieren.
Die freudianische Theorie zugrunde gelegt, die das Bewusstsein in Ich – Es und Über-Ich gliedert, repräsentiert der Barbar im Roman eindeutig das Es. Angeleitet von einem überheblichen Schutzgeist, der auf seiner Schulter hockt, hackt und schlachtet sich der Barbar im Stil eines klassischen Hack&Slay durch eine extrem surreale Realität. Nachdem er verschiedene Hexen und Zauberer niedergemetzelt hat, steigt er in die Unterwelt hinab und zerstört dort verschiedene antike Mythen. Er tötet den Adler, der Prometheus Leber frisst, worauf Prometheus an einer krankhaften Leberwucherung verendet. Er rollt mit Sisyphos den Stein auf den Berg und verkeilt ihn dort, was aus Sisyphos einen tatsächlich glücklichen Menschen werden lässt. Er versteinert Charon mit dem abgeschlagenen Kopf der Medusa, köpft den hundertköpfigen Zerberus und findet schließlich, in einem leeren Palast einen bewusstlosen Mann im Krankenbett, umgeben von Monitoren. Bevor er ihn umbringen kann warnt ihn eine Frauenstimme, das nicht zu tun, irgendwann würde er nämlich dieser Mann sein. Tatsächlich lässt er den Mann in Ruhe und verlässt die Unterwelt ohne Beute.
Bei seinem nächsten Auftritt ist der Barbar 300 Jahre älter und wartet auf den Tod. Er sitzt in einem Raumschiff auf einem fremden Planeten und wird von einem jungen blonden Krieger attackiert. Mit dem Todesstoß allerdings transferiert der Schutzgeist das Bewusstsein des alten Barbaren in den Körper des Jungen und alles beginnt von vorne.
Im Original lässt Banks den Barbaren im tiefsten schottischen Dialekt erzählen, eine Technik die, sieben Jahre vorher, Irvine Welsh in seinem Roman Trainspotting eingeführt hat. In der deutschen Übersetzung wird der Verfremdungseffekt hauptsächlich durch eine krude Rechtschreibung wiedergegeben. Zum Beispiel urteilt der Barbar über seinen Schutzgeist:
„Allerdinx wie ich sachte seit es bei mier ist geht es mier gut unt es hat mier eine Menge neue Wörter beigebracht so daß ich jetzt fiel gebildeter bin als früher.“ (S. 82)
In der abschließenden Coda diskutiert ein innerer Monolog das Pro und Contra einer Rückkehr ins wirkliche Leben. Letztlich ist es der Geruch von Andrea Cramond, die neben seinem Krankenbett sitzt, der Alex aus dem Koma herauslockt. Auf ihr freundliches „Willkommen“ entgegnet er allerdings mit einem  eher zweifelnden „Ach, ja?“.

## Anspielungen und Symbole
Einige Figuren des Romans sind Anspielungen auf reale Personen, die am Bau der Forth-Eisenbahnbrücke beteiligt waren. Chefingenieur Arrol verkörpert den Inhaber der Baufirma, Sir William Arrol. Die Ingenieure Baker und Fowler erinnern an die beiden Hauptarchitekten der Brücke Benjamin Baker und John Fowler.

## Literarische Bedeutung und Kritik
Iain Banks selbst schätzte Die Brücke als seinen persönlichen Favoriten innerhalb seines Œuvres ein: „I think The Bridge is the best of my books.“
Kafkaesk und vielschichtig ist es vielleicht der Non-Science-Fiction-Roman von Banks, der am nächsten an seinem Kultur-Zyklus angesiedelt ist, vor allem, wenn man bedenkt, dass am Schluss sogar eine Messer-Rakete eine Rolle spielt. Wie auch immer, Banks meint dazu: „Daß eine Messer-Rakete für die Puristen ausreicht, um Die Brücke als Kultur-Roman zu definieren; – dürftig würde ich sagen.“
„Die Brücke … ist ein Roman, den Englischlehrer unbedingt als weiterführenden Lesestoff für ihre älteren Schüler empfehlen sollten.“

## Verlagsangaben
- Iain M. Banks: The Bridge. Macmillan, London 1986, ISBN 0-333-41285-0 (englisch, Originalausgabe).
- Iain M. Banks: Die Brücke. Heyne, München 1993, ISBN 3-453-03906-8.